# Bob Dylan (album)
Bob Dylan este eponimul album de debut al influentului artist American cu același nume. A fost lansat pe 19 martie 1962 prin Columbia Records, când Dylan avea doar 20 de ani. Conține două compoziții originale, restul fiind vechi melodii folk. Albumul a fost produs de legendarul John H. Hammond. 

## Tracklist
1. "You're No Good" (Jesse Fuller) (1:40)
2. "Talkin' New York" (Bob Dylan) (3:20)
3. "In My Time of Dyin" (trad. aranjament Dylan) (2:40)
4. "Man of Constant Sorrow" (trad. aranjament Dylan) (3:10)
5. "Fixin' to Die" (Bukka White) (2:22)
6. "Pretty Peggy-O" (trad. aranjament Dylan) (3:23)
7. "Highway 51 Blues" (Curtis Jones) (2:52)
8. "Gospel Plow" (trad. aranjament Dylan) (1:47)
9. "Baby, Let Me Follow You Down" (trad. aranjament Reverend Gary Davis, Eric von Schmidt, Dave Van Ronk) (2:37)
10. "House of The Risin' Sun" (trad. aranjament Dylan) (5:20)
11. "Freight Train Blues" (Elizabeth Cotten, aranjament Dylan) (2:18)
12. "Song to Woody" (Dylan) (2:42)
13. "See That My Grave Is Kept Clean" (Blind Lemon Jefferson) (2:43)